# Lijst van game-engines
Dit is een lijst van engines voor computerspellen met een artikel op Wikipedia. Engines vormen de basis van applicaties die de werking ervan regelen. Voor computerspellen betekent dat bijvoorbeeld dat engines bepalen hoe natuurwetten werken.
| Naam                                 | Primaire programmeertaal           | Scripttaal                                       | 2D/3D        | Besturingssysteem/platform | Opmerking |
| ------------------------------------ | ---------------------------------- | ------------------------------------------------ | ------------ | --- | --- |
| Adventure Game Studio                | C++                                | AGSScript                                        | 2D           | Windows, Linux | |
| Alamo                                |                                    |                                                  | 3D           | Windows, macOS, Xbox 360 | |
| Anvil                                | C++, C#                            |                                                  | 3D           | Windows, PlayStation 3, PlayStation 4, PlayStation Vita, Wii U, Xbox 360, Xbox One, Google Stadia | |
| Blender Game Engine                  | C, C++                             | Python                                           | 2D, 3D       | Windows, Linux, macOS, Solaris | |
| Clausewitz                           | C++                                |                                                  | 3D           | Windows, macOS, Linux | |
| Creation Engine                      | C++                                | Papyrus                                          | 3D           | Windows, PlayStation 3, Xbox 360, Xbox One, PlayStation 4 | |
| Crystal Space                        | C++                                | Java, Perl, Python                               | 3D           | Windows, Linux, macOS | |
| Decima                               |                                    |                                                  | 3D           | Windows, PlayStation 5, PlayStation 4 | Gebruikt bij games als: Death Stranding, Horizon Zero Dawn, Killzone: Shadow Fall, Until Dawn, Until Dawn: Rush of Blood |
| Dunia                                | C++                                |                                                  | 3D           | Windows, PlayStation 3, PlayStation 4, Xbox 360, Xbox One | Far Cry-serie |
| Fox Engine                           |                                    |                                                  | 3D           | Windows, PlayStation 3, PlayStation 4, Xbox 360, Xbox One | |
| Frostbite                            | C++                                |                                                  | 3D           | Windows, PlayStation 3, PlayStation 4, Xbox 360, Xbox One,Google Stadia | Oorspronkelijk gebruikt voor de Battlefield-serie                                                                        |
| Gamebryo                             | C++                                |                                                  | 3D           | Windows, PlayStation 3, PlayStation 4, Xbox 360, Xbox One | |
| GameMaker Studio                     | GML                                | Game Maker Language, JavaScript, C++, GLSL, HLSL | 2D, 3D       | Windows, Windows 8, Xbox 360, Xbox One, PlayStation 3, PlayStation 4, PlayStation Vita, macOS, Ubuntu, HTML5, Android , iOS, Windows Phone 8, Tizen, Amazon Fire TV, Nintendo Switch                                                                                      | |
| Godot                                | C++                                | GDScript, C#, Visual Script, GDNative            | 2D, 2.5D, 3D | Windows, macOS, Linux, UWP, iOS, Android, HTML and Web Assembly | |
| GoldSrc                              | C, C++, Assembly                   |                                                  | 3D           | Windows, macOS, Linux, PlayStation 2, Xbox, Dreamcast | |
| HeroEngine                           | C++, C#, HeroScript Language (HSL) | HeroScript Language (HSL)                        |              | Windows, | Gebruikt bij games als: Star Wars: The Old Republic en The Elder Scrolls Online                                          |
| id Tech 3                            | C                                  | C                                                | 3D           | Windows, Linux, macOS | |
| id Tech 3.5                          | C                                  | C                                                | 3D           | Windows, Linux, macOS | |
| id Tech 4                            | C++                                | C++ via DLLs                                     | 3D           | Windows, Linux, macOS | |
| id Tech 4.5                          | C++                                | C++ via DLLs                                     | 3D           | Windows, Linux, macOS | |
| id Tech 5                            | C++, AMPL, Clipper, Python         | Script                                           | 3D           | Windows, macOS, Xbox 360, Xbox One, PlayStation 3, PlayStation 4 | |
| id Tech 6                            | C++                                |                                                  | 3D           | Windows, Xbox One, PlayStation 4, Nintendo Switch, Google Stadia | |
| Irrlicht                             | C++                                | C++                                              | 3D           | Windows, Mac OS, Linux, Windows CE | |
| Jedi                                 | C                                  |                                                  | 2,5D         | MS-DOS, Mac OS, PlayStation, Windows | |
| jMonkeyEngine                        | Java                               |                                                  | 3D           | Cross-platform | |
| M.U.G.E.N                            | C                                  |                                                  | 2D           | Linux, DOS, Windows, macOS | |
| Pygame                               | Python                             | Python                                           | 2D           | Windows, MacOS, OS X, BeOS, FreeBSD, IRIX, Linux | |
| Qfusion                              | C/C++                              | AngelScript                                      | 3D           | Windows, Linux, macOS, Android | |
| Rockstar Advanced Game Engine (RAGE) |                                    |                                                  | 3D           | Windows, PlayStation 3, PlayStation 4, Wii, Xbox 360, Xbox One | |
| RPG Maker                            |                                    | Ruby, JavaScript                                 | 2D           | PC-8801, MSX2, PC-9801, Super Famicom, Windows, Sega Saturn, PlayStation, Game Boy Color, PlayStation 2, Game Boy Advance, Nintendo DS | |
| Snowdrop Engine                      | C++                                | Visual Scripting, C#, C++                        |              | Windows, PlayStation 3, PlayStation 4, Xbox 360, Xbox One, PlayStation 5 | Wordt gebruikt door The Division Franchise en het wordt gebruikt door de aankomende Star Wars: Outlaws video game        |
| SCUMM                                |                                    |                                                  | 2D           | 3DO, Amiga, Apple II, Atari ST, CDTV, Commodore 64, FM Towns & Marty, Macintosh, Nintendo Entertainment System, DOS, Windows, Sega Mega-CD, TurboGrafx-16/PC Engine | |
| Source 2                             | C++                                | Lua                                              | 3D           | Windows, macOS, Linux, Android, iOS | |
| Stratagus                            | C++                                | Lua                                              | 2D           | Linux | |
| Unity                                | C++                                | C#, Visual Scripting (Bolt)                      | 2D, 2.5D, 3D | Windows, macOS, Linux, Xbox 360, Xbox One, Wii U, New 3DS, Nintendo Switch, PlayStation 4, PlayStation Vita, Windows Phone, iOS, Android, BlackBerry 10, Tizen, Unity Web Player, Windows Store, WebGL, Oculus Rift, Gear VR, Android TV, Samsung Smart TV, Google Stadia | |
| Unreal Engine                        | C++                                | C++, Blueprints                                  | 3D           | Cross-platform | |